# Jocaste lucina
Jocaste lucina är en kräftdjursart som först beskrevs av Giuseppe Nobili 1901.  Jocaste lucina ingår i släktet Jocaste och familjen Palaemonidae. Inga underarter finns listade i Catalogue of Life.